# Edward Khantzian
Edward J. Khantzian, född 28 maj 1935, död 21 mars 2021, var en amerikansk psykiater och psykoanalytiker, känd för sina bidrag inom området missbruk och beroende. Han var professor vid Harvard Medical School och studerade samspelet mellan psykodynamiska faktorer och drogberoende.
Khantzian är mest känd för sin teori om självmedicinering, som han presenterade i slutet av 1970-talet. Enligt denna teori använder människor droger som en form av självmedicinering för att lindra eller hantera underliggande psykisk smärta eller psykologiska problem. Khantzian hävdar att droganvändning kan vara ett försök att hantera svårigheter med att reglera känslor och hanterar psykologiska konflikter.
Genom att fokusera på den psykodynamiska förståelsen av missbruk har Khantzian bidragit till att skapa en mer nyanserad syn på drogberoende och betonar betydelsen av att behandla de underliggande psykologiska orsakerna till missbruket. Hans teorier har haft stor inverkan på forskning och behandlingsmetoder inom området för missbruk och beroende.